# 아미가
아미가(Amiga)는 1985년 코모도어 인터내셔널에서 발표한 개인용 컴퓨터이다. 처음에는 모토로라의 MC68000 CPU를 장착한 16비트 컴퓨터 제품이 출시되었으나, 그 뒤에 68020, 68030, 68040 CPU를 장착한 32비트 컴퓨터 제품도 출시되었다. 또, 이러한 프로세서와 더불어 컬러 그래픽, 사운드 칩셋, 마우스를 장착하고 아미가OS를 탑재하여 GUI 환경을 지원하였다.

## 역사
원래 아미가는 1982년에 제이 마이너(Jay Miner)가 기획한 가정용 게임기로 계획되었다. 아미가 코퍼레이션(Amiga Corporation)에서 아타리의 자금 지원을 받아 가정용 게임기용으로 그래픽 사운드를 처리할 전용칩셋들을 개발하다가 1983년 북아메리카 비디오 게임 위기를 계기로 하드웨어를 가정용 게임기가 아닌 개인용 컴퓨터용으로 재설계를 하게 된다.
이후 프로토타입이 1985년 소비자 가전 전시회(CES)에서 선보였고, 이것을 코모도어 인터내셔널에서 아미가 코퍼레이션을 인수, 투자하여 1985년에 아미가 1000을 처음 선보였다. 다음 해 그래픽을 강화한 아미가 2000과 가격을 반으로 줄인 보급형 아미가 500을 발표하면서 큰 성공을 거두었다.

## 컴퓨터 기종

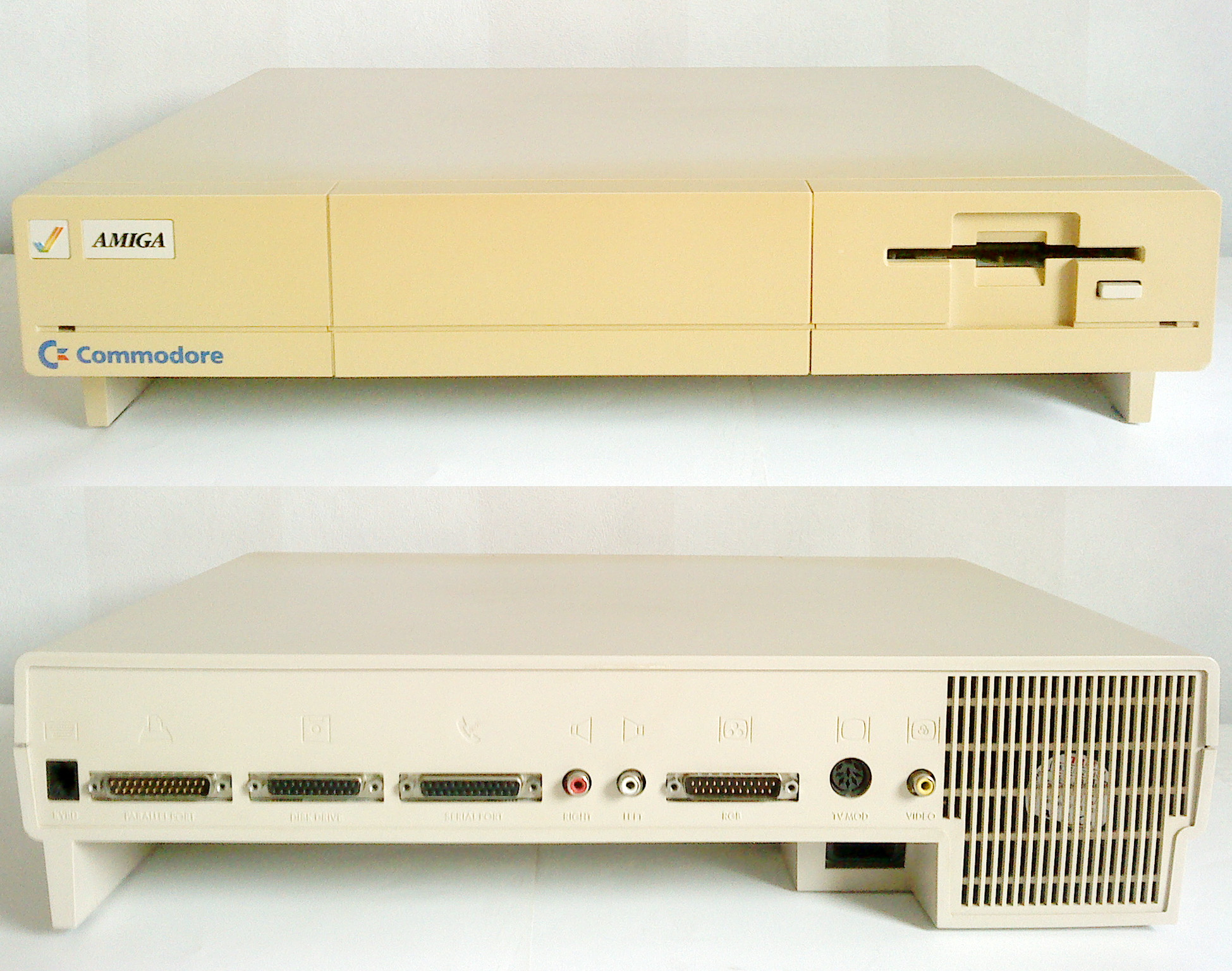
아미가 1000의 본체

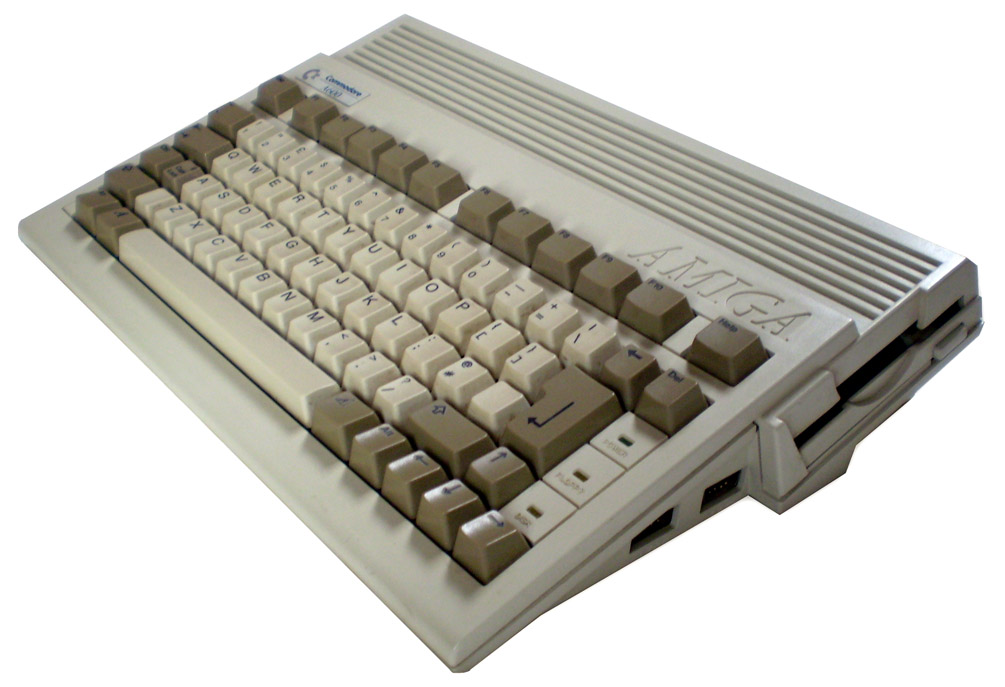
아미가 600

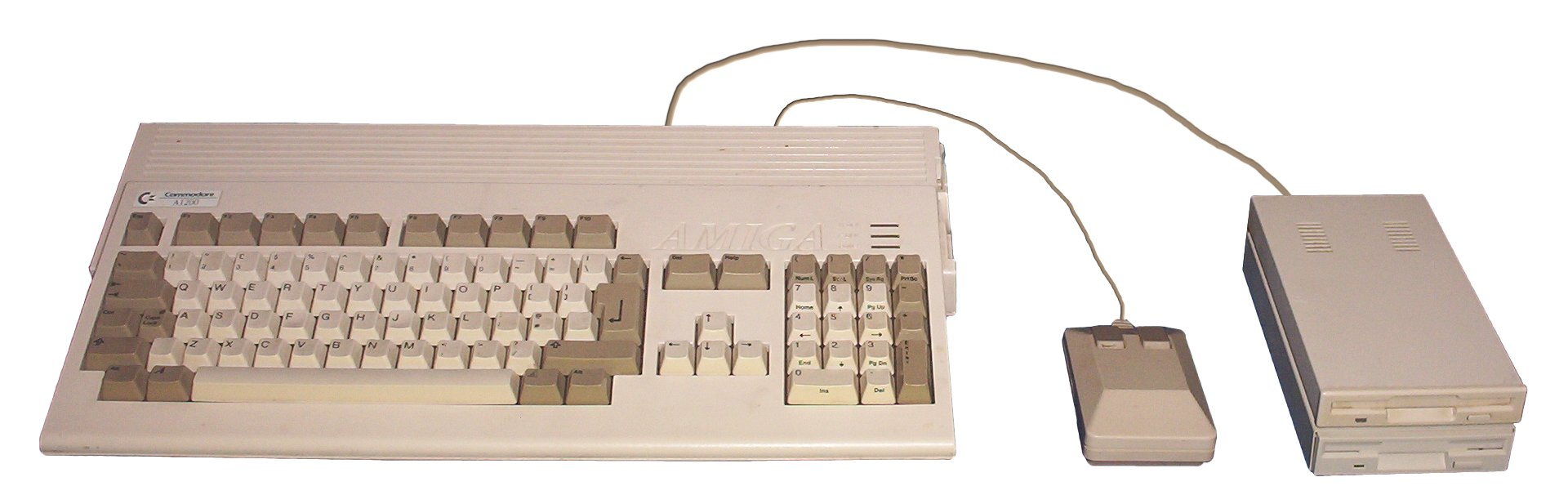
아미가 1200, 플로피 디스크 드라이버, 마우스

- 아미가 1000 : 1985년에 선보인 아미가의 최초 기종으로 4096색 구현의 그래픽, 멀티채널 스테레오 사운드를 지원하였다. 더불어 개인용 컴퓨터 최초로 멀티태스킹을 구현하였다. 가격은 모니터 포함 $1600대였다.
- 아미가 500 : 1986년에 보급형으로 내놓은 기종. 기존 아미가 1000에서 가격을 반으로 줄인 가격으로 큰 인기를 얻었다. 가정에 보급된 아미가의 대부분이 이 기종이며, 대부분 아미가 소프트웨어들이 500에서 작동되도록 설계되었다.
- 아미가 2000
- 아미가 2000HD
- 아미가 2500 (68030탑재)
- 아미가 2500/30
- 아미가 3000 (68030탑재)
- 아미가 3000T
- 아미가 3000/40
- 아미가 3000UX 시리즈
- 아미가 CDTV
- CDTV32
- 아미가 CD32
- 아미가 500플러스
- 아미가 600
- 아미가 600HD
- 아미가 4000 (68040 장착, 표시 강화)
- 아미가 1200 (68020 장착, 표시 강화)
- 아미가 1200HD
- 아미가 4000/30
- 아미가 4000T
- 아미가 1500

## 같이 보기
- 아미가OS